# (2425) Shenzhen
(2425) Shenzhen (1975 FW) – planetoida z pasa głównego asteroid okrążająca Słońce w ciągu 5,2 lat w średniej odległości 3 au. Odkryta 17 marca 1975 roku.